# 1328 هـ
1328 هـ هي سنة في التقويم الهجري امتدت مقابلةً في التقويم الميلادي بين سنتي 1910 و1911.

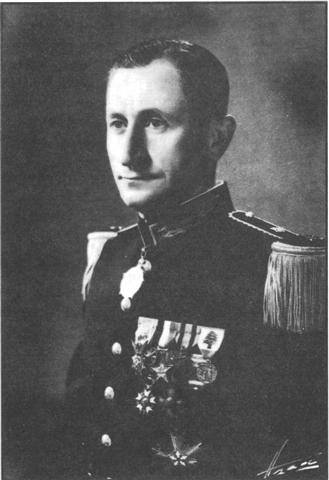
آرام قره مانوكيان

## أحداث
- خلع سلطان الدولة العثمانية عبد الحميد الثاني من الحكم وتعيين محمد الخامس العثماني سلطانا.

## مواليد
- حسن فتحي
- حمد الجاسر
- عبد الأعلى السبزواري
- عبد الحليم محمود
- عبد الله بن الصديق الغماري
- علال الفاسي
- علي أحمد باكثير
- سلمان فائق
- أحمد بن حسن عاكش
- محمد بن عبد العزيز آل سعود، أول أمير سعودي للمدينة المنورة.
- آرام قره مانوكيان
- أبو بكر الحبشي
- جاك بيرك
- خليل إبراهيم ياسين
- سامي الدهان
- صابرة أيدمير
- عبد الخالق الطريس
- عبد العزيز بن باز
- عبد الله الهرري
- عثمان حافظ
- علوي بن عباس المالكي
- علي الخاقاني
- محمد الحامد
- محمد صيام
- محمد عبد الخالق عضيمة
- محمد عبد الرحمن بيصار
- محمد محمود الزبيري
- مسعود الندوي
- موسى الزنجاني
- ميشا سليموفيتش
- علي سامي الشيرازي، عالم الآثار إيراني.
- محمد سليم النعيمي، أديب ولغوي وصحفي ودبلوماسي عراقي.
- ألفريد بستاني، كاتب سياسي وباحث لبناني.
- محمود حسن إسماعيل

## وفيات
- أبو الهدى الصيادي
- بطرس غالي
- ريحان الله البروجردي
- شاهين مكاريوس
- عبد الله البهبهاني
- علي محمود الأمين
- ماء العينين القلقمي
- إلياس مطر